# League Cup 2000/01
Der League Cup 2000/01 war die 41. Austragung des Football League Cup (meist nur als League Cup bekannt).
Am Pokalwettbewerb, der am 22. August 2000 für die 92 englischen Spitzenvereine begann, nahmen die Mannschaften der ersten bis vierten englischen Profiliga teil. Die ersten beiden Runden wurden über Hin- und Rückspiel, die folgenden drei Runden im K.-o.-System über eine Partie und im Halbfinale wieder über Hin- und Rückspiel entschieden. Das Finale, das erstmalig im Millennium Stadium in Cardiff gespielt wurde, entschied am 25. Februar 2001 der Erstligist FC Liverpool für sich. Unterlegener Finalist war Birmingham City.

## Wettbewerb

### Erste Runde
Zur ersten Runde traten die Vereine an, die in der Vorsaison 1999/2000 die 70 schwächsten Platzierungen in der Gesamttabelle aller vier Profiligen belegt haben. Anders gesprochen hatten 20 Mannschaften der ersten Liga sowie zwei Erstligaabsteiger in der ersten Runde ein Freilos.
|                         | Gesamt    |                        | Hinspiel | Rückspiel |
| ----------------------- | --------- | ---------------------- | -------- | --------- |
| Hull City               | 1:2       | Notts County           | 1:0      | 0:2 n. V. |
| Grimsby Town            | 3:1       | Carlisle United        | 2:0      | 1:1       |
| FC Gillingham           | 4:3       | Torquay United         | 2:0      | 2:3       |
| Leyton Orient           | 3:1       | FC Reading             | 1:1      | 2:0       |
| Luton Town              | (a)2:2(a) | Peterborough United    | 0:0      | 2:2 n. V. |
| Northampton Town        | 2:4       | FC Fulham              | 1:0      | 1:4       |
| Mansfield Town          | 3:1       | AFC Wrexham            | 0:1      | 3:0       |
| FC Darlington           | 4:3       | Nottingham Forest      | 2:2      | 2:1       |
| Crystal Palace          | 2:1       | Cardiff City           | 2:1      | 0:0       |
| Bristol City            | 3:4       | FC Brentford           | 2:2      | 1:2       |
| Brighton & Hove Albion  | 2:3       | FC Millwall            | 1:2      | 1:1       |
| Bolton Wanderers        | 2:3       | Macclesfield Town      | 1:0      | 1:3       |
| FC Burnley              | 6:4       | Hartlepool United      | 4:1      | 2:3       |
| Cambridge United        | 0:1       | FC Portsmouth          | 0:0      | 0:1       |
| Crewe Alexandra         | 4:3       | FC Bury                | 2:2      | 2:1       |
| Colchester United       | 4:2       | Queens Park Rangers    | 0:1      | 4:1       |
| Norwich City            | 2:1       | AFC Bournemouth        | 0:0      | 2:1       |
| Oldham Athletic         | 3:0       | Huddersfield Town      | 1:0      | 2:0       |
| FC Walsall              | 2:1       | Kidderminster Harriers | 1:1      | 1:0       |
| Tranmere Rovers         | 5:1       | Halifax Town           | 3:0      | 2:1       |
| Swindon Town            | 3:2       | Exeter City            | 1:1      | 2:1       |
| FC Watford              | 3:0       | Cheltenham Town        | 0:0      | 3:0       |
| Wigan Athletic          | 5:1       | Scunthorpe United      | 1:0      | 4:1       |
| York City               | 1:5       | Stoke City             | 1:5      | 0:0       |
| Wolverhampton Wanderers | 3:2       | Oxford United          | 0:1      | 3:1       |
| Swansea City            | 1:2       | West Bromwich Albion   | 0:0      | 1:2       |
| Stockport County        | 2:4       | FC Blackpool           | 0:1      | 2:3       |
| AFC Rochdale            | 2:7       | Blackburn Rovers       | 1:1      | 1:6       |
| Port Vale               | 3:4       | FC Chesterfield        | 1:2      | 2:2 n. V. |
| Plymouth Argyle         | 2:3       | Bristol Rovers         | 1:2      | 1:1       |
| Rotherham United        | 2:4       | FC Barnsley            | 0:1      | 2:3       |
| Sheffield United        | 6:2       | Lincoln City           | 6:1      | 0:1       |
| Southend United         | 0:5       | Birmingham City        | 0:5      | 0:0       |
| Shrewsbury Town         | 2:4       | Preston North End      | 1:0      | 1:4       |
| FC Barnet               | 3:4       | Wycombe Wanderers      | 2:1      | 1:3 n. V. |

### Zweite Runde
Zu den 35 Siegern der ersten Runde gesellten sich die zwei Erstligaabsteiger sowie 13 weitere Premier-League-Vereine, die sich nicht für einen europäischen Wettbewerb qualifiziert haben, hinzu.
|                   | Gesamt          |                         | Hinspiel | Rückspiel |
| ----------------- | --------------- | ----------------------- | -------- | --------- |
| Norwich City      | 8:3             | FC Blackpool            | 3:3      | 5:0       |
| Notts County      | (a)3:3(a)       | FC Watford              | 1:3      | 2:0       |
| FC Wimbledon      | 2:1             | Wigan Athletic          | 0:0      | 2:1       |
| FC Millwall       | 2:5             | Ipswich Town            | 2:0      | 0:5 n. V. |
| FC Middlesbrough  | 5:2             | Macclesfield Town       | 2:1      | 3:1       |
| Oldham Athletic   | 2:8             | Sheffield Wednesday     | 1:3      | 1:5       |
| Preston North End | 2:7             | Coventry City           | 1:3      | 1:4       |
| Wycombe Wanderers | 3:5             | Birmingham City         | 3:4      | 0:1       |
| FC Walsall        | 1:2             | West Ham United         | 0:1      | 1:1       |
| Tranmere Rovers   | 2:1             | Swindon Town            | 1:1      | 1:0       |
| Sheffield United  | 4:0             | Colchester United       | 3:0      | 1:0       |
| Derby County      | 5:4             | West Bromwich Albion    | 1:2      | 4:2       |
| FC Darlington     | 2:8             | Bradford City           | 0:1      | 2:7       |
| Newcastle United  | 3:1             | Leyton Orient           | 2:0      | 1:1       |
| FC Southampton    | 5:1             | Mansfield Town          | 2:0      | 3:1       |
| Manchester City   | 5:3             | FC Gillingham           | 1:1      | 4:2 n. V. |
| FC Everton        | 2:2 (2:4 i. E.) | Bristol Rovers          | 1:1      | 1:1 n. V. |
| Grimsby Town      | 3:4             | Wolverhampton Wanderers | 3:2      | 0:2       |
| Stoke City        | (a)5:5(a)       | Charlton Athletic       | 2:1      | 3:4 n. V. |
| FC Barnsley       | 7:0             | Crewe Alexandra         | 4:0      | 3:0       |
| FC Chesterfield   | 1:4             | FC Fulham               | 1:0      | 0:4       |
| FC Burnley        | (a)3:3(a)       | Crystal Palace          | 2:2      | 1:1 n. V. |
| FC Brentford      | 0:2             | Tottenham Hotspur       | 0:0      | 0:2       |
| Blackburn Rovers  | 5:1             | FC Portsmouth           | 4:0      | 1:1       |
| AFC Sunderland    | 5:1             | Luton Town              | 3:0      | 2:1       |

### Dritte Runde
Neben den 25 Siegern der zweiten Runde kamen nun noch die sieben Vereine, die sich für einen europäischen Vereinswettbewerb qualifiziert hatten, dazu.
| Datum            |                     | Ergebnis  |                         |
| ---------------- | ------------------- | --------- | ----------------------- |
| 31. Oktober 2000 | FC Watford          | 0:3       | Manchester United       |
| 1. November 2000 | FC Arsenal          | 1:2       | Ipswich Town            |
| 1. November 2000 | Aston Villa         | 0:1       | Manchester City         |
| 1. November 2000 | Bristol Rovers      | 1:2       | AFC Sunderland          |
| 1. November 2000 | Derby County        | 3:0       | Norwich City            |
| 1. November 2000 | FC Fulham           | 3:2       | Wolverhampton Wanderers |
| 1. November 2000 | Leicester City      | 0:3       | Crystal Palace          |
| 1. November 2000 | FC Liverpool        | 2:1 n. V. | FC Chelsea              |
| 1. November 2000 | Newcastle United    | 4:3       | Bradford City           |
| 1. November 2000 | Sheffield Wednesday | 2:1 n. V. | Sheffield United        |
| 1. November 2000 | FC Southampton      | 0:1 n. V. | Coventry City           |
| 1. November 2000 | Stoke City          | 3:2       | FC Barnsley             |
| 1. November 2000 | Tottenham Hotspur   | 1:3       | Birmingham City         |
| 1. November 2000 | Tranmere Rovers     | 3:2 n. V. | Leeds United            |
| 1. November 2000 | West Ham United     | 2:0       | Blackburn Rovers        |
| 1. November 2000 | FC Wimbledon        | 1:0       | FC Middlesbrough        |

### Vierte Runde
| Datum             |                 | Ergebnis        |                     |
| ----------------- | --------------- | --------------- | ------------------- |
| 28. November 2000 | AFC Sunderland  | 2:1 n. V.       | Manchester United   |
| 29. November 2000 | Birmingham City | 2:1             | Newcastle United    |
| 29. November 2000 | Crystal Palace  | 0:0 (6:5 i. E.) | Tranmere Rovers     |
| 29. November 2000 | FC Fulham       | 3:2             | Derby County        |
| 29. November 2000 | Ipswich Town    | 2:1             | Coventry City       |
| 29. November 2000 | Manchester City | 2:1             | FC Wimbledon        |
| 29. November 2000 | Stoke City      | 0:8             | FC Liverpool        |
| 29. November 2000 | West Ham United | 1:2             | Sheffield Wednesday |

### Viertelfinale
| Datum             |                 | Ergebnis  |                     |
| ----------------- | --------------- | --------- | ------------------- |
| 19. Dezember 2000 | Birmingham City | 2:0       | Sheffield Wednesday |
| 19. Dezember 2000 | Crystal Palace  | 2:1       | AFC Sunderland      |
| 19. Dezember 2000 | FC Liverpool    | 3:0 n. V. | FC Fulham           |
| 19. Dezember 2000 | Manchester City | 1:2 n. V. | Ipswich Town        |

### Halbfinale
Die Hinspiele wurden am 9. Januar 2001 und 10. Januar 2001, die Rückspiele am 24. Januar 2001 und 31. Januar 2001 ausgetragen.
|                | Gesamt |                 | Hinspiel | Rückspiel |
| -------------- | ------ | --------------- | -------- | --------- |
| Ipswich Town   | 2:4    | Birmingham City | 1:0      | 1:4 n. V. |
| Crystal Palace | 2:6    | FC Liverpool    | 2:1      | 0:5       |

### Finale
| FC Liverpool                                              | FC Liverpool | Birmingham City | Birmingham City |
| --------------------------------------------------------- | --- | --- | --------------- |
| FC Liverpool                                              | \| Finale \| \| Sonntag, 25. Februar 2001 in Cardiff (Millennium Stadium) \| \| Ergebnis: 1:1 n. V. (1:1; 1:0), 5:4 i. E. \| \| Zuschauer: 73.500 \| \| Schiedsrichter: David Elleray \| \| Spielbericht \|                                                            | \| Finale \| \| Sonntag, 25. Februar 2001 in Cardiff (Millennium Stadium) \| \| Ergebnis: 1:1 n. V. (1:1; 1:0), 5:4 i. E. \| \| Zuschauer: 73.500 \| \| Schiedsrichter: David Elleray \| \| Spielbericht \|                                          | Birmingham City |
| FC Liverpool                                              | Sander Westerveld, Markus Babbel, Stéphane Henchoz, Sami Hyypiä, Jamie Carragher, Steven Gerrard (78. Gary McAllister), Dietmar Hamann, Igor Bišćan (96. Christian Ziege), Vladimír Šmicer (83. Nick Barmby), Emile Heskey, Robbie Fowler Cheftrainer: Gérard Houllier | Ian Bennett, Nicky Eaden, Darren Purse, Michael Johnson, Martin Grainger, Jon McCarthy, Martin O’Connor, Danny Sonner (71. Bryan Hughes), Stan Lazaridis, Dele Adebola (45. Andy Johnson), Geoff Horsfield (80. Marcelo) Cheftrainer: Trevor Francis | Birmingham City |
| FC Liverpool                                              | 1:0 Robbie Fowler (30.) | 1:1 Darren Purse (90., Elfmeter) | Birmingham City |
| FC Liverpool                                              | Elfmeterschießen | | Birmingham City |
| FC Liverpool                                              | 1:0 Gary McAllister 2:1 Nick Barmby 3:2 Christian Ziege Dietmar Hamann 4:4 Robbie Fowler 5:4 Jamie Carragher | Martin Grainger 1:1 Darren Purse 2:2 Marcelo 3:3 Stan Lazaridis 4:3 Bryan Hughes Andy Johnson | Birmingham City |
| Finale                                                    | | |                 |
| Sonntag, 25. Februar 2001 in Cardiff (Millennium Stadium) | | |                 |
| Ergebnis: 1:1 n. V. (1:1; 1:0), 5:4 i. E.                 | | |                 |
| Zuschauer: 73.500                                         | | |                 |
| Schiedsrichter: David Elleray                             | | |                 |
| Spielbericht                                              | | |                 |